# BRL-CAD
BRL-CAD — кросплатформна САПР для 3D-проєктування. Є відкритим програмним забезпеченням і розповсюджується на умовах ліцензій BSD та LGPL. Включає в себе інтерактивний геометричний редактор, трасування променів, підтримку рендерингу графіки і геометричний аналіз. Весь пакет поширюється у вихідних кодах та бінарній формі. Розробляється і використовується Збройними силами США.

## Історія
У 1979 році Балістична науково-дослідна лабораторія армії США (U.S. Army Ballistic Research Laboratory (BRL), (зараз — United States Army Research Laboratory) висловила потребу в інструментах, придатних для комп'ютерного моделювання та інженерного аналізу бойових систем корабля і умов роботи. Коли всі САПР, які існували на той час, виявились непридатними для цієї мети, розробники програмного забезпечення BRL почали створення набору утиліт, придатних для інтерактивного перегляду і редагування геометричних моделей. Цей пакунок став відомий як BRL-CAD. Перший публічний реліз здійснено в 1984 році.
В грудні 2004 року BRL-CAD став проєктом з відкритим кодом.

## Див. також

Майк Муусс працює над проєктом танка XM-1 в BRL‑CAD на PDP-11/70, Earl Weaver переглядає роздруківку.

## Публікації
- Yapp, Clifford W. Converting Geometry from Creo Parametric to BRL-CAD (PDF). — US ARL APG: 2017.
- Великодний С. С. Реінжиніринг графічних баз даних у середовищі відкритої системи автоматизованого проектування BRL-CAD. Моделювання поведінкової частини. (PDF) / Бурлаченко Ж. В., Зайцева-Великодна С. С. // Вісник Кременчуцького національного університету імені Михайла Остроградського. — 2019. — № 116 (3). — С. 117-126. — DOI:10.30929/1995-0519.2019.2.117-126.
- Великодний С. С. Реінжиніринг графічних баз даних у середовищі відкритої системи автоматизованого проектування BRL-CAD. Моделювання структурної частини. (PDF) / Бурлаченко Ж. В. , Зайцева-Великодна С. С. // Вісник Кременчуцького національного університету імені Михайла Остроградського. — 2019. — № 116 (3). — DOI:10.30929/1995-0519.2019.3.130-139.
- Нямцу К.Є. Створення тривимірної графічної моделі рельєфу за допомогою BRL-CAD (PDF) // Матеріали XX наукової конференції молодих вчених Одеського державного екологічного університету. — Одеса, 2021. — С. 22-23. — ISBN 978-966-186-150-2.